# Васин, Виктор Владимирович
Ви́ктор Влади́мирович Ва́син (род. 6 октября 1988, Ленинград) — российский футболист, центральный защитник. В 2010—2017 годах сыграл 13 матчей за сборную России.

## Клубная карьера

### Ранние годы. «Спартак-Нальчик»

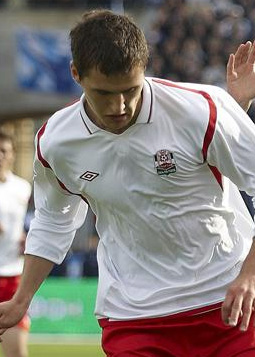
Васин в составе команды Спартак-Нальчик

Воспитанник петербургской «Смены» (первый тренер — Александр Колодкин), где поначалу играл в амплуа опорного полузащитника. Но незадолго до выпуска стало ясно, что его данные больше соответствуют позиции центрального защитника. Ко времени перехода в «Спартак-Нальчик», состоявшегося в 2006 году, видел себя только в этом амплуа. «Зенит» брал игроков из «Смены» на просмотр, однако Васин, который не хотел «навязываться», так и не получил приглашения, поэтому агент игрока искал варианты его трудоустройства. Собираясь на просмотр в клуб, Васин лишь в последний день узнал, в какую команду едет. С 2008 года стал выступать за основной состав команды, где играл, заменяя травмированного Миодрага Джудовича. В 2009 году Васин на правах аренды перешёл в клуб первого дивизиона «Нижний Новгород», за который провёл 31 матч и забил один гол. После этого вернулся в Нальчик, несмотря на желание «Нижнего Новгорода» выкупить его контракт. Там заменил ушедшего из команды Александра Амисулашвили. В целом провёл удачный сезон, заслужив вызов в сборную.

### ЦСКА и аренды

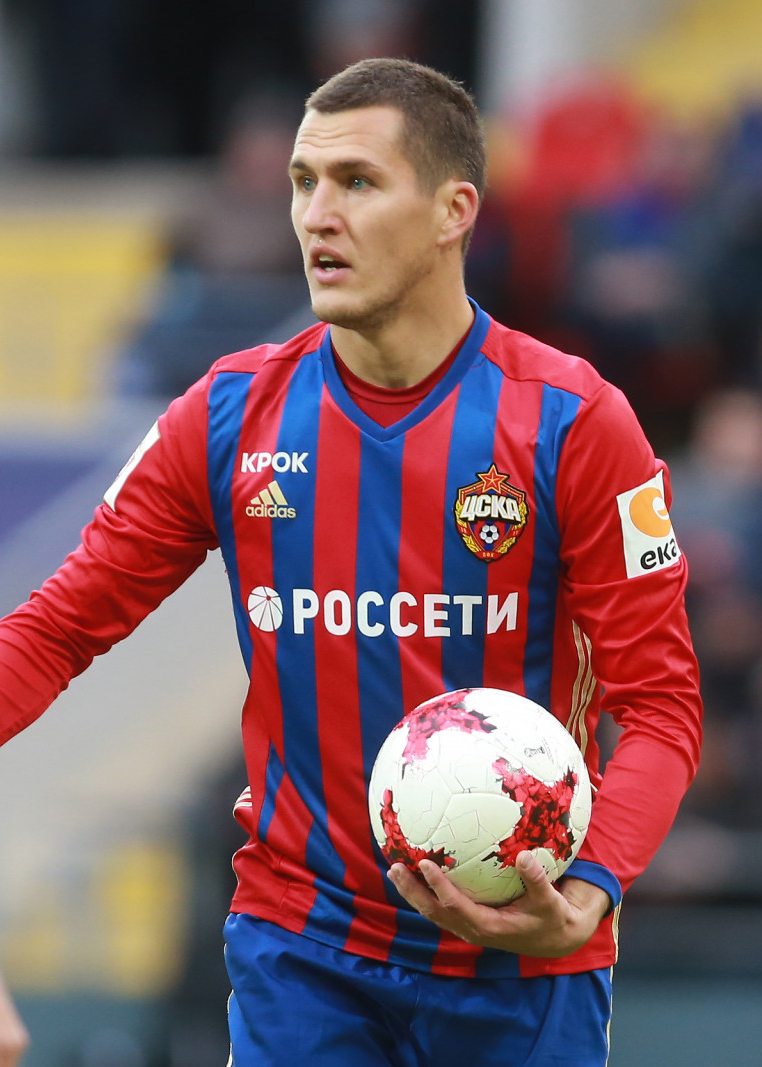
Виктор Васин в составе ЦСКА

13 января 2011 года подписал контракт с ЦСКА. Вскоре после перехода Васин получил тяжёлую травму — повреждение передней крестообразной связки. 24 января игроку была сделана операция. Первую тренировку в общей группе Васин провёл только 27 мая 2011 года. 29 мая попал в заявку на игру с «Кубанью», но в матче участия не принял. Вскоре после этого у него вновь начались проблемы с коленом и к тренировкам он приступил лишь в октябре, однако на поле так ни разу и не появился. Оправившись от травмы, на сборе в Испании сыграл в товарищеском матче против свободных агентов, в котором отметился забитым мячом. Дебютировал за ЦСКА 28 апреля 2012 года в игре против московского «Спартака», заменив в перерыве матча травмированного Василия Березуцкого. Счёт матча — 2:1. В трёх оставшихся матчах сезона выходил в стартовом составе. В следующих двух сезонах появился на поле лишь четыре раза (во всех случаях — в Кубке России).
14 июля 2014 года на правах аренды перешёл в саранскую «Мордовию» до конца сезона 2014/15. Дебютировал в новой команде 2 августа 2014 года в игре первого тура чемпионата против «Урала». Он вышел на поле в стартовом составе и провёл весь матч. Васин закрепился в основном составе и провёл все матчи в чемпионате России. 13 сентября во встрече седьмого тура против московского «Локомотива» забил свой первый мяч в составе саранской команды. После этого Васин вернулся в ЦСКА и принял участие в нескольких матчах, но не смог закрепиться даже на скамейке запасных.
Летом 2016 года Васин вновь отправился в аренду, на этот раз в «Уфу». До зимнего перерыва защитник провёл без замен все матчи своей команды, демонстрируя уверенную игру и став одним из лидеров коллектива. В зимний перерыв клуб досрочно вернул его из аренды. После возвращения провёл за ЦСКА все матчи весенней части чемпионата, являясь основным защитником команды. 21 февраля 2018 года в середине первого тайма домашнего матча 1/16 Лиги Европы против «Црвены Звезды» (1:0) получил разрыв передней крестообразной связки правого коленного сустава, через пять дней был прооперирован. Первый матч после травмы провёл через 14 месяцев 20 апреля 2019 — в гостевом матче против «Локомотива» вышел после перерыва.

### «Кайрат»
18 февраля 2022 года появилась информация о переходе Васина в казахстанский «Кайрат» Алма-Ата.

### Завершение карьеры
Летом 2024 года Васин расторг контракт с «Кайратом». 14 сентября 2024 года футболист заявил о завершении карьеры.

## Карьера в сборной
11 августа 2010 года провёл свой единственный матч за молодёжную сборную России против Латвии.
В ноябре 2010 года получил вызов в состав основной сборной на товарищеский матч с бельгийцами в Воронеже, где вышел на замену на 46 минуте. Сначала Васин услышал о приглашении в сборную от знакомых и принял их слова за розыгрыш, но, открыв сайт «Спорт-Экспресса», удостоверился, что действительно стал кандидатом в сборную. В матче сыграл неудачно, допуская грубые ошибки. Одна из них привела к голу, забитому Ромелу Лукаку.
Второй вызов в главную сборную страны случился спустя пять лет, в ноябре 2015 года Васин сыграл против сборной Хорватии (1:3).
В марте 2017 года в товарищеском матче против сборной Бельгии (3:3) открыл счёт, забив свой первый гол за сборную.
17 июня 2017 года в первом для сборной России матче Кубка конфедераций против сборной Новой Зеландии (2:0) был близок к тому, чтобы забить свой третий мяч в седьмом матче за сборную, но попал в штангу после удара головой после подачи углового. Во втором матче Кубка конфедераций, который завершился поражением от сборной Португалии (0:1) также вышел в основном составе.
Также вызывался во вторую сборную России. Впервые — в мае 2012 года. Дебют на поле в составе сборной состоялся 15 августа 2012 года в победном матче против сборной Бельгии (4:0). Всего в составе второй сборной команды Васин провёл два матча.

## Семья
Брат Сергей погиб в автокатастрофе.
Супруга Евгения, два сына.

## Статистика выступлений

### Клубная
| Клуб              | Сезон   | Чемпионат | Чемпионат | Чемпионат | Кубок | Кубок | Суперкубок | Суперкубок | Еврокубки | Еврокубки | Всего | Всего |
| Клуб              | Сезон   | Уров.     | Игры      | Голы      | Игры  | Голы  | Игры       | Голы       | Игры      | Голы      | Игры  | Голы  |
| ----------------- | ------- | --------- | --------- | --------- | ----- | ----- | ---------- | ---------- | --------- | --------- | ----- | ----- |
| Спартак-Нальчик   | 2007    | I         | 1         | 0         | 0     | 0     | 0          | 0          | 0         | 0         | 1     | 0     |
| Спартак-Нальчик   | 2008    | I         | 4         | 0         | 0     | 0     | 0          | 0          | 0         | 0         | 4     | 0     |
| Спартак-Нальчик   | 2010    | I         | 20        | 1         | 1     | 0     | 0          | 0          | 0         | 0         | 21    | 1     |
| Спартак-Нальчик   | Итого   | Итого     | 25        | 1         | 1     | 0     | 0          | 0          | 0         | 0         | 26    | 1     |
| → Нижний Новгород | 2009    | II        | 31        | 1         | 2     | 1     | 0          | 0          | 0         | 0         | 33    | 2     |
| → Нижний Новгород | Итого   | Итого     | 31        | 1         | 2     | 1     | 0          | 0          | 0         | 0         | 33    | 2     |
| ЦСКА              | 2011/12 | I         | 4         | 0         | 0     | 0     | 0          | 0          | 0         | 0         | 4     | 0     |
| ЦСКА              | 2012/13 | I         | 0         | 0         | 3     | 0     | 0          | 0          | 0         | 0         | 3     | 0     |
| ЦСКА              | 2013/14 | I         | 0         | 0         | 1     | 0     | 0          | 0          | 0         | 0         | 1     | 0     |
| ЦСКА              | 2015/16 | I         | 3         | 0         | 3     | 0     | 0          | 0          | 1         | 0         | 7     | 0     |
| ЦСКА              | 2016/17 | I         | 13        | 0         | 0     | 0     | 0          | 0          | 0         | 0         | 13    | 0     |
| ЦСКА              | 2017/18 | I         | 16        | 2         | 1     | 0     | 0          | 0          | 12        | 0         | 29    | 2     |
| ЦСКА              | 2018/19 | I         | 6         | 0         | 0     | 0     | 0          | 0          | 0         | 0         | 6     | 0     |
| ЦСКА              | 2019/20 | I         | 11        | 0         | 1     | 0     | 0          | 0          | 0         | 0         | 12    | 0     |
| ЦСКА              | 2020/21 | I         | 13        | 0         | 1     | 0     | 0          | 0          | 3         | 0         | 17    | 0     |
| ЦСКА              | 2021/22 | I         | 5         | 0         | 1     | 0     | 0          | 0          | 0         | 0         | 6     | 0     |
| ЦСКА              | Итого   | Итого     | 71        | 2         | 11    | 0     | 0          | 0          | 16        | 0         | 98    | 2     |
| → Мордовия        | 2014/15 | I         | 30        | 2         | 3     | 2     | 0          | 0          | 0         | 0         | 33    | 4     |
| → Мордовия        | Итого   | Итого     | 30        | 2         | 3     | 2     | 0          | 0          | 0         | 0         | 33    | 4     |
| → Уфа             | 2016/17 | I         | 17        | 0         | 0     | 0     | 0          | 0          | 0         | 0         | 17    | 0     |
| → Уфа             | Итого   | Итого     | 17        | 0         | 0     | 0     | 0          | 0          | 0         | 0         | 17    | 0     |
| Кайрат            | 2022    | I         | 24        | 2         | 5     | 1     | 1          | 0          | 2         | 0         | 32    | 3     |
| Кайрат            | Итого   | Итого     | 24        | 2         | 5     | 1     | 1          | 0          | 2         | 0         | 32    | 3     |
| Всего             | Всего   | Всего     | 198       | 8         | 22    | 4     | 1          | 0          | 18        | 0         | 239   | 12    |

Источники: rfpl.org Архивная копия от 21 июля 2015 на Wayback Machine, sportbox.ru Архивная копия от 3 сентября 2017 на Wayback Machine, pfc-cska.com Архивная копия от 24 декабря 2016 на Wayback Machine.

### В сборной
| Матчи и голы Виктора Васина за сборную России | Матчи и голы Виктора Васина за сборную России | Матчи и голы Виктора Васина за сборную России | Матчи и голы Виктора Васина за сборную России | Матчи и голы Виктора Васина за сборную России | Матчи и голы Виктора Васина за сборную России | Матчи и голы Виктора Васина за сборную России |
| №                                             | Дата                                          | Место проведения                              | Соперник                                      | Счёт                                          | Голы                                          | Соревнование                                  |
| --------------------------------------------- | --------------------------------------------- | --------------------------------------------- | --------------------------------------------- | --------------------------------------------- | --------------------------------------------- | --------------------------------------------- |
| 1                                             | 17 ноября 2010                                | Воронеж, Россия                               | Бельгия                                       | 0:2                                           | —                                             | Товарищеский матч                             |
| 2                                             | 17 ноября 2015                                | Ростов-на-Дону, Россия                        | Хорватия                                      | 1:3                                           | —                                             | Товарищеский матч                             |
| 3                                             | 10 ноября 2016                                | Доха, Катар                                   | Катар                                         | 1:2                                           | —                                             | Товарищеский матч                             |
| 4                                             | 28 марта 2017                                 | Сочи, Россия                                  | Бельгия                                       | 3:3                                           | 1                                             | Товарищеский матч                             |
| 5                                             | 5 июня 2017                                   | Будапешт, Венгрия                             | Венгрия                                       | 3:0                                           | —                                             | Товарищеский матч                             |
| 6                                             | 9 июня 2017                                   | Москва, Россия                                | Чили                                          | 1:1                                           | 1                                             | Товарищеский матч                             |
| 7                                             | 17 июня 2017                                  | Санкт-Петербург, Россия                       | Новая Зеландия                                | 2:0                                           | —                                             | Кубок конфедераций 2017                       |
| 8                                             | 21 июня 2017                                  | Москва, Россия                                | Португалия                                    | 0:1                                           | —                                             | Кубок конфедераций 2017                       |
| 9                                             | 24 июня 2017                                  | Казань, Россия                                | Мексика                                       | 1:2                                           | —                                             | Кубок конфедераций 2017                       |
| 10                                            | 7 октября 2017                                | Москва, Россия                                | Южная Корея                                   | 4:2                                           | —                                             | Товарищеский матч                             |
| 11                                            | 10 октября 2017                               | Казань, Россия                                | Иран                                          | 1:1                                           | —                                             | Товарищеский матч                             |
| 12                                            | 11 ноября 2017                                | Москва, Россия                                | Аргентина                                     | 0:1                                           | —                                             | Товарищеский матч                             |
| 13                                            | 14 ноября 2017                                | Санкт-Петербург, Россия                       | Испания                                       | 3:3                                           | —                                             | Товарищеский матч                             |

Итого: 13 матчей / 2 гола; 3 победы, 4 ничьих, 6 поражений.
| Год   | Отборочные матчи ЧМ | Отборочные матчи ЧМ | Финальные матчи ЧМ | Финальные матчи ЧМ | Отборочные матчи ЧЕ | Отборочные матчи ЧЕ | Финальные матчи ЧЕ | Финальные матчи ЧЕ | Кубок конфедераций | Кубок конфедераций | Товарищеские матчи | Товарищеские матчи | Всего | Всего |
| Год   | Игры                | Голы                | Игры               | Голы               | Игры                | Голы                | Игры               | Голы               | Игры               | Голы               | Игры               | Голы               | Игры  | Голы  |
| ----- | ------------------- | ------------------- | ------------------ | ------------------ | ------------------- | ------------------- | ------------------ | ------------------ | ------------------ | ------------------ | ------------------ | ------------------ | ----- | ----- |
| 2010  | 0                   | 0                   | 0                  | 0                  | 0                   | 0                   | 0                  | 0                  | 0                  | 0                  | 1                  | 0                  | 1     | 0     |
| 2011  | 0                   | 0                   | 0                  | 0                  | 0                   | 0                   | 0                  | 0                  | 0                  | 0                  | 0                  | 0                  | 0     | 0     |
| 2012  | 0                   | 0                   | 0                  | 0                  | 0                   | 0                   | 0                  | 0                  | 0                  | 0                  | 0                  | 0                  | 0     | 0     |
| 2013  | 0                   | 0                   | 0                  | 0                  | 0                   | 0                   | 0                  | 0                  | 0                  | 0                  | 0                  | 0                  | 0     | 0     |
| 2014  | 0                   | 0                   | 0                  | 0                  | 0                   | 0                   | 0                  | 0                  | 0                  | 0                  | 0                  | 0                  | 0     | 0     |
| 2015  | 0                   | 0                   | 0                  | 0                  | 0                   | 0                   | 0                  | 0                  | 0                  | 0                  | 1                  | 0                  | 1     | 0     |
| 2016  | 0                   | 0                   | 0                  | 0                  | 0                   | 0                   | 0                  | 0                  | 0                  | 0                  | 1                  | 0                  | 1     | 0     |
| 2017  | 0                   | 0                   | 0                  | 0                  | 0                   | 0                   | 0                  | 0                  | 3                  | 0                  | 7                  | 2                  | 10    | 2     |
| Всего | 0                   | 0                   | 0                  | 0                  | 0                   | 0                   | 0                  | 0                  | 3                  | 0                  | 10                 | 2                  | 13    | 2     |

Источник: eu-football.info Архивная копия от 3 сентября 2017 на Wayback Machine.

## Достижения
ЦСКА
- Чемпион России (3): 2012/13, 2013/14, 2015/16.
- Серебряный призёр чемпионата России (2): 2016/17, 2017/18.
- Бронзовый призёр чемпионата России: 2011/12.
- Обладатель Кубка России (2): 2010/11, 2012/13.
- Обладатель Суперкубка России (2): 2013, 2018.

Источник: soccerway.com Архивная копия от 29 ноября 2014 на Wayback Machine.

«Кайрат»
- Чемпион Казахстана: 2024.